# 博里夫西卡安德里伊夫卡
49°24′35″N 37°43′48″E / 49.40972°N 37.73000°E
博里夫斯卡-安德里伊夫卡（烏克蘭語：Борівська Андріївка）是位於烏克蘭東部的村莊，由哈爾科夫州伊久姆區的博罗瓦市镇負責管轄。該村始建於1775年，面積1.43平方公里，海拔高度106米，2001年人口173，人口密度每平方公里120.7人。